# Ваулино (Псковский район)
Ваулино — деревня в Псковском районе Псковской области России. Входит в состав Писковичской волости.

## География
Деревня Ваулино расположена севернее города Пскова, в 8 км от волостного центра (находится к юго-востоку от населённого пункта), северо-западнее деревни Писковичи, и реки Великой. К западу от деревни расположены холмы под названием Ваулины Горы. Там находится радиотелевизионная передающая станция высотой 185 метров для трансляции цифрового телевидения (взамен телебашни в черте города Пскова на Завеличье, которую разбирать не планируется). Юго-западнее Ваулина располагается болото, из которого вытекает Чёртов ручей, ниже по течению пересекающий территории деревни Котово, города Пскова и впадающий в Великую.
На Ваулиных Горах (к западу от деревни) периодически проводятся соревнования по мотокроссу.

## Население
| 2001 | 2002 | 2010 | 2012 |
| ---- | ---- | ---- | ---- |
| 660  | ↘613 | ↗660 | ↘650 |

Численность населения деревни по состоянию на 2000 год составляла 660 жителей.

## Инфраструктура
Улицы деревни Ваулино:
- Луговой проезд
- Михайловский проезд
- Крымский проезд
- Владимирская
- Дорожная
- Киршинская
- Луговая
- Полевая
- Придорожная
- Строителей
- Центральная